# درو هیوستون
درو هوستون (به انگلیسی: Drew Houston) نام کارآفرین اینترنتی آمریکایی است که بنیان‌گذار و مدیر عامل شرکت دراپ‌باکس سرویس میزبانی فایل مبتنی بر رایانش ابری می‌باشد. دراپ‌باکس در سال ۲۰۰۷ توسط وی و آرش فردوسی بنا نهاده شد. طبق گزارش فوربس، دارایی خالص او حدود ۲/۲ میلیارد دلار است.